# Wojcieszków (gmina)
Pour les articles homonymes, voir Wojcieszków.
Wojcieszków est une gmina rurale (gmina wiejska) du powiat de Łuków, dans la Voïvodie de Lublin, dans l'est de la Pologne.
Son siège administratif (chef-lieu) est le village de Wojcieszków, qui se situe environ 18 kilomètres (km) au sud de Łuków (siège du powiat) et 61 kilomètres au nord de la capitale régionale Lublin (capitale de la voïvodie).
La gmina couvre une superficie de 108,61 km2 pour une population de 7 005 habitants en 2006.

## Histoire
De 1975 à 1998, la gmina est attachée administrativement à l'ancienne Voïvodie de Siedlce.

Depuis 1999, elle fait partie de la nouvelle voïvodie de Lublin.

## Géographie
La gmina inclut les villages (sołectwa) de:

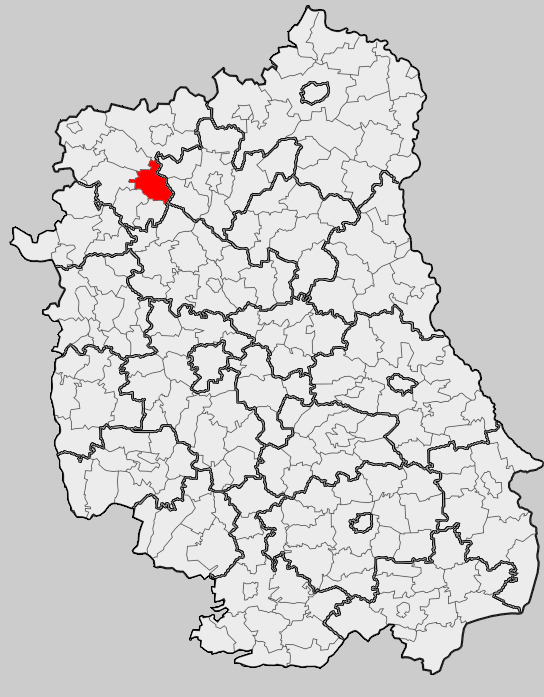
Position de la gmina dans la voïvodie

- Burzec
- Bystrzyca
- Ciężkie
- Helenów
- Hermanów
- Kolonia Bystrzycka
- Marianów
- Nowinki
- Oszczepalin Drugi
- Oszczepalin Pierwszy
- Otylin
- Siedliska
- Świderki
- Wojcieszków
- Wola Bobrowa
- Wola Burzecka
- Wola Bystrzycka
- Wólka Domaszewska
- Zofibór
- Zofijówka

### Gminy voisines
La gmina de Wojcieszków est voisine des gminy de:
- Adamów
- Borki
- Krzywda
- Łuków
- Serokomla
- Stanin
- Ulan-Majorat

## Structure du terrain
D'après les données de 2002, la superficie de la commune de Wojcieszków est de 108,61 kilomètres carrés, répartis comme telle :
- terres agricoles : 82%
- forêts : 13%

La commune représente 7,79% de la superficie du powiat.

## Démographie
Données du 30 juin 2004:
| Description        | Total  | Total | Femmes | Femmes | Hommes | Hommes |
| ------------------ | ------ | ----- | ------ | ------ | ------ | ------ |
| Unité              | Nombre | %     | Nombre | %      | Nombre | %      |
| Population         | 7 072  | 100   | 3 466  | 49     | 3 606  | 51     |
| Densité (hab./km²) | 65,1   | 65,1  | 31,9   | 31,9   | 33,2   | 33,2   |